# مونيكا كروزه
مونيكا كروزه (بالألمانية: Monika Kruse)‏ (و. 1971  م) هي دي جي، ومنتجة أسطوانات، وملحنة ألمانية، ولدت في برلين.

## روابط خارجية
- مونيكا كروزه على موقع ميوزك برينز (الإنجليزية)
- مونيكا كروزه على موقع أول ميوزيك (الإنجليزية)
- مونيكا كروزه على موقع ديسكوغز (الإنجليزية)